# اللغة الألبانية
اللغة الألبانية (بالألبانية: Gjuha shqipe). هي إحدى اللغات الهندية الأوروبية. يتحدثها حوالي 7.6 مليون إنسان ، وينتشر الناطقين بالألبانية في ألبانيا وكوسوفو في جنوب أوروبا، كما تنتشر في مناطق أخرى في بلدان البلقان، وتشمل تلك المناطق غرب مقدونيا، وجنوب الجبل الأسود، وجنوب صربيا، وشمال شرق اليونان. كما يوجد مناطق ذات أغلبية ناطقة بالألبانية في جنوب اليونان وجنوب إيطاليا وصقلية. كما أنها منتشرة بين أفراد الشتات الألباني في الدول الإسكندنافية وسويسرا وألمانيا والمملكة المتحدة وتركيا وأستراليا ونيوزلندا والبرازيل وكندا والولايات المتحدة.
وهي لغة منعزلة عن بقية اللغات، ولا تشبها. لكنها تأثرت بعدة لغات أخرى، منها العربية والتركية والفارسية أثناء حقبة الحكم العثماني.
وتنقسم الألبانية إلى لهجتين، جيج أو الغاج (بالألبانية: Gheg)، وتوسك (بالألبانية: Tosk). ويعتبر نهر شكومبين (بالألبانية: Shkumbin) فاصلاً جغرافياً بين متحدثي هاتين اللهجتين.
تكتب الألبانية بالأبجدية اللاتينية الألبانية. وهي إحدى الأبجديات اللاتينية تتكون من 36 حرفاً. كما كتبت الألبانية في فترات سابقة بأبجديات أخرى. حيث كتبت اللهجة التوسكية بالأبجدية اليونانية. وكتبت اللهجة الجيجية بالأبجدية اللاتينية. كما كتبت كلتا اللهجتين بالأبجدية العربية العثمانية، والأبجدية السيريلية.

## التوزيع الجغرافي
يبلغ عدد الناطقين باللغة الألبانية حوالي ستة ملايين متحدث في البلقان، ويتمركزون أساسا في ألبانيا، كوسوفو، مقدونيا الشمالية، صربيا، الجبل الأسود، واليونان. إضافة لهذا، توجد مجتمعات متحدثة بالألبانية في إيطاليا، وكذلك من قبل الجالية الألبانية في مختلف أنحاء العالم، ما يجعل عدد المتحدثين يرتفع إلى سبعة ملايين ونصف متحدث.

### أوروبا
اللغة الألبانية رسمية في كل من ألبانيا وكوسوفو، ورسمية إلى جانب لغة أخرى في مقدونيا الشمالية (ابتداء من 15 يناير/كانون الثاني 2019). اللغة الألبانية معترف بها كلغة أقلية في كل من كرواتيا، إيطاليا، الجبل الأسود، رومانيا، وصربيا. هناك أقلية تتحدث الألبانية في اليونان، خاصة في مقاطعتي ثيسبروتيا وبروزة، وكذلك في بعض من القرى في مقاطعتي يانينة وفلورينا. إجمالا، يبلغ عدد المتحدثين بالألبانية في اليونان 450,000 من المهاجرين الألبان.
تحتل الألبانية المرتبة الثالثة في اللغات الأكثر تحدثا في إيطاليا. يعود هذا للهجرة الألبانية بأعداد كبيرة. تاريخيا بلغ عدد المتحدثين بالألبانية في جنوب إيطاليا حوالي 500,000 ويعرفون بالـأربيريشي. حوالي مليون من الألبان موزعين عبر ألمانيا، سويسرا، والنمسا. أغلب هؤلاء مهاجرين من كوسوفو خلال تسعينات القرن العشرين. في سويسرا، اللغة الألبانية هي سادس لغة أكثر تحدثا، حيث يبلغ عدد متحدثيها 176,293 متحدثا أصليا.

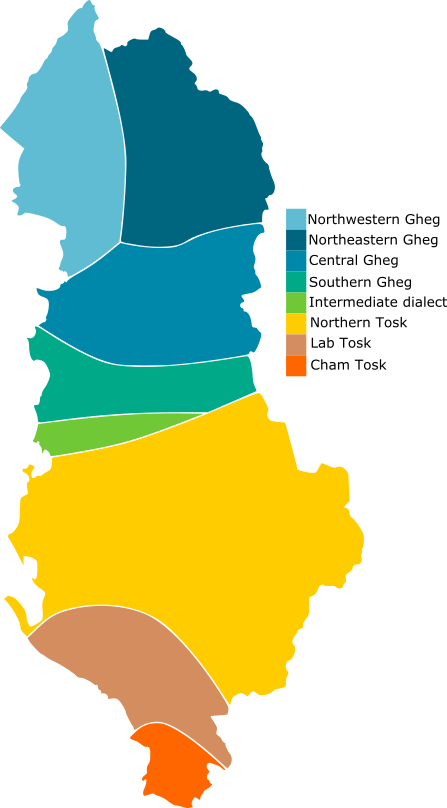
خريطة لهجات اللغة الألبانية.

### أمريكا
هناك أعداد كبيرة من الناطقين باللغة الألبانية في الولايات المتحدة، الأرجنتين، التشيلي، الأرغواي، وكندا. بعض من أوائل الألبان الوافدين إلى الولايات المتحدة كانوا من الأربيريشي، ويبلغ عدد الناطقين بالألبانية في الولايات المتحدة حوالي 250,000. يتركز أغلب الناطقين بالألبانية في الساحل الشرقي للولايات المتحدة، خاصة في مدن نيويورك، نيوجرسي، بوسطن، شيكاغو، فيلاديلفيا، وديترويت، إضافة إلى أجزاء من ولايات أهايو وكناتكت. يبلغ عدد الناطقين بالألبانية في الأرجنتين حوالي 40,000، أغلبهم في بوينوس أيرس.

### آسيا وأقيانوسيا
هناك حوالي 1.3 مليون شخص من ذوي الأصول الألبانية في تركيا، وأكثر من 500,000 منهم يتحدثون بالألبانية. تشير إحصاءات أخرى إلى أن عدد الأشخاص ذوي الأصول الألبانية أكبر ويصل إلى حوالي 5 ملايين شخص. أغلب الأشخاص المنحدرين من أصول ألبانية مندمجون في المجتمع التركي، ولا يتحدثون الألبانية، لكن هناك متجمع نابض من متحدثي الألبانية في إسطنبول.
يوجد في مصر حوالي 18,000 شخصا منحدرا من أصول ألبانية، وأغلبهم يتحدثون لهجة التوسك. عدد كبير منهم ينحدرون من الجيش الإنكشاري لـمحمد علي باشا، والي مصر والذي أصبح لاحقا خديوي مصر والسودان. في الماضي، كان جزء كبير من الطبقة الأرستقراطية في مصر والسودان ينحدر من أصول ألبانية.
يوجد في أستراليا ونيوزيلندا عدد من متحدثي الألبانية، وهم من المهاجرين من ألبانيا.

## اللهجات
للغة الألبانية لهجتين: التوسك في الجنوب، والغاج في الشمال. تعتمد اللغة الألبانية القياسية على لهجة التوسك. يعتبر نهر شكومبن فاصلا بين اللهجتين.
تنقسم الغاج بدورها إلى أربعة لهجات: الشمالية الغربية، الشمالية الشرقية، الوسطى، والجنوبية. لهجة الغاج منتشرة في شمال ألبانيا، إضافة إلى الجبل الأسود، كوسوفو، وشمال غرب مقدونيا الشمالية. لهجات ريكا العليا مختلفة بعض الشيء عن غير غيرها من لهجات الغاج، لكن رغم ذلك يتم تصنيفها كلهجة غاج وسطى. هناك لهجة غاج أخرى موجودة في كرواتيا، وتدعى بالأرباناسي.
تنقسم التوسك بدورها إلى خمسة لهجات: الشمالية (وتضم أكبر عدد من الناطقين)، اللابريشت، تشام، أرفانيتيكا، والأربيريش. تنشتر لهجة التوسك في جتوب ألبانيا، جنوب غرب مقدونيا الشمالية، وشمال وجنوب اليونان. تنتشر لهجة تشام في شمال غرب اليونان، والأرفانيتيكا في جنوب اليونان. تنتشر الأربيريش في جنوب إيطاليا، ويتحدثها أشخاص تعود أصولهم للمهاجرين الألبان من القرنين الـ15 م والـ16 م والذين استقروا في إيطاليا. كما توجد تجمعات صغيرة من متحدثي هذه اللهجة في صقلية وكالابريا.

## نظام الكتابة

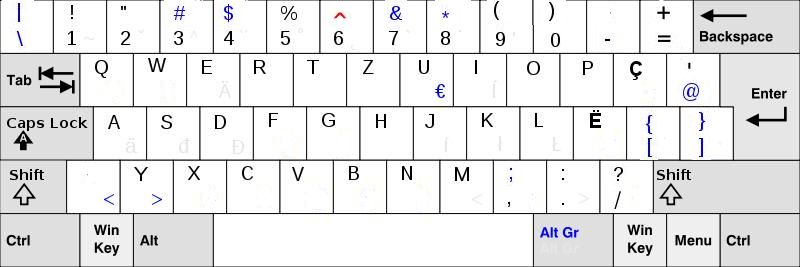
لوحة مفاتيح ألبانية.

استخدمت أبجديات مختلفة في كتابة اللغة الألبانية منذ القرن الـ14 م، وقد ارتبطت كتابة الألبانية بالتوجهات الثقافية للأدباء الألبان وباللغات الأجنبية الأخرى التي يتحدثونها.
تعود أولى أثار الكتابة بالألبانية لمنطقة الغاج، وكانت تعتمد على الإيطالية أو اليونانية. تاريخيا، استعملت لهجة التوسك الأبجدية اليونانية، في حين لهجة الغاج استخدمت الأبجدية اللاتينية. كما كتبت كلا اللهجتين بـالأبجدية التركية العثمانية، والمستمدة بدورها من الأبجدية العربية، وكذلك الأبجدية السيرلية، وبعض الأبجديات المحلية (في ألباسان، فيثوكتشي، وتوذري).
تأثر الأدباء الألبان من الشمال بالكنيسة الكاثوليكية، وهذا ما يفسر استخدامهم للأبجدية اللاتينية، في حين الأدباء من الجنوب تأثروا بالكنيسة الأرثوذوكسية، ولهذا استخدموا الأبجدية اليونانية. كما تأثر آخرون في جميع أنحاء ألبانيا بـالإسلام، ولهذا استخدموا الأبجدية العربية.
تعود أولى المحاولات لإنشاء أبجدية خاصة باللغة الألبانية للفترة ما بين 1750–1850. تكثفت هذه المحاولات بعد تأسيس عصبة بريزرين، وبلغت ذروتها خلال إنعقاد مؤتمر موناستير للمثقفين الألبان في عام 1908. أقر هذا المؤتمر استخدام الأبجدية اللاتينية لكتابة اللغة الألبانية القياسية، مع إضافة حرفي ë وç، وعشرة حروف مزدوجة dh, th, xh, gj, nj, ng, ll, rr, zh و sh.

## التصنيف (النسب)
تشغل اللغة الألبانية فرعا مستقلا من شجرة اللغات الهندية الأوروبية. في عام 1854، أثبت عالم اللسانيات فرانز بوب أن اللغة الألبانية هي لغة هندية أوروبية. سابقا، اعتقد بعض علماء اللسانيات أن اللغة الألبانية شبيهة بـاللغات الجرمانية واللغات البلطيقية السلافية لاشتراك الألبانية في عدد من الإيزوغوس مع هذه اللغات، في حين اعتقد علماء لسانيات آخرون أن اللغة الألبانية مرتطبة بـاللغة اللاتينية، الإغريقية، والأرمينية.

## اللغة الألبانية القياسية
منذ الحرب العالمية الثانية، اللغة الألبانية القياسية تعتمد على لهجة التوسك. تبنت كوسوفو والمناطق الأخرى الناطقة بالألبانية هذه اللغة القياسية في عام 1969.

### اللغة القياسية من إلبسان
لغاية القرن العشرين، كان هناك ثلاثة توجهات أدبية في كتابة اللغة الألبانية: الغاج، التوسك، والأربريشي. مع مرور الزمن، لهجة التوسك المتحدث بها في منطقة إلبسان أصبحت لغة التخاطب للألبانيين، لكنها كانت ضلت أقل استعمالا في الكتابة. اقترح كونغرس مونستير في عام 1908 استخدام لهجة إلبسان كلغة أدبية وكقاعدة للغة ألبانية وطنية موحدة. رغم أن لهجة إلبسان تنضف تقنيا على أنها من لهجات الغاج، لكنها أقرب للهجة التوسك من حيث النطق، وعمليا هي هجينة بين لهجتي الغاج والتوسك.
بين عامي 1916 و1918، اجتمعت اللجنة الأدبية الألبانية في إشقودره تحت رئاسة لويجي غوراكوتشي، وهذا بهدف توحيد نظام الكتابة للغة الألبانية. تكونت اللجنة من ممثلين من الشمال والجنوب الألباني، وقد أكدت على استخدام لهجة إلبسان كقاعدة للغة الألبانية الوطنية. تم نشر قواعد الكتابة في عام 1917. لم تقم هذه اللجنة بالتشجيع على عدم استعمال اللهجات الأخرى في النشر، بدلا عن ذلك قامت بوضع قاعدة لجعل لهجتي الغاج والتوسك يندمجان لاحقا في لهجة واحدة.
بعد الحرب العالمية الأولى، عقد كونغرس لوشنيي، وقد أكد على قرارات 1917 من قبل اللجنة الأدبية الألبانية. ظللت لهجة إلبسان تستخدم لأغراض إدارية، وقد تبنى العديد من الكتاب هذه اللهجة في مؤلفاتهم. واصلت كل من لهجتي الغاج والتوسك التطور بشكل حر، وإزداد الاحتكاك بين اللهجتين.

### لغة التوسك القياسية
بعد نهاية الحرب العالمية الثانية، قام النظام الشيوعي الجديد بفرض استخدام لهجة التوسك بشكل قطعي في كل المجالات: الإدارة، التعليم، والأدب، وهذا لأن أغلب القادة الشيوعيين كانوا من متحدثي لهجة التوسك من الجنوب. قامت الأكاديمية الألبانية للعلوم بتولي مهمة سن اللغة الألبانية القياسية، وقامت بنشر قاموسين في عام 1954، قاموس للغة الألبانية، وقاموس آخر ألباني-روسي. تم نشر قواعد جديدة للكتابة بين عامي 1967 و1973.
استخدمت كوسوفو والمناطق المتحدثة بالألبانية في يوغوسلافيا السابقة اللغة القياسية من ألبسان لغاية عام 1968، لكن هذه الأخيرة دُمجت تدريجيا مع عناصر من لجهة الغاج بهدف إنشاء لغة كوسوفية مستقلة عن الألبانية في ألبانيا الشيوعية القائمة على لجهة التوسك. قام الأدباء الألبان في يوغوسلافيا السابقة بدعم اللغة القياسية من عام 1917 مرتين: الأولى خلال خمسينات القرن العشرين، والثانية في عام 1964 والتي سنت قواعد الكتابة. هذه القواعد خلقت توازن بين لهجتي الغاج والتوسك، لكن تم استخدامها لمدة قصير فقط لغاية عام 1968. رأى الكوسوفيين أن الاختلافات مع الألبانيين تشكل خطر على هويتم، لذلك قرروا اعتماد مشروع لهجة التسوك الذي نشرته تيرانا في العام السابق. رغم أن مشروع لهجة التسوك لم يكن مخططا له ليُستعمل خارج ألبانيا، تطور ليصبح مشروع "اللغة الأدبية الموحدة" في عام 1972، وتمت الموافقة عليه من قبل كونغرس قواعد الكتابة الألبانية. من أصل تسعة مشاركين في هذا الكونغرس، كان هناك مشارك واحد فقط من كوسوفو. أقر هذا الكونغرس قواعد الكتابة التي تم نشرها في عام 1973.
من بين القواميس التي نشرتها الحكومة الألبانية في الفترة الحديثة نجد Fjalori Drejtshkrimor i Gjuhës Shqipe (1976) (قاموس قواعد الكتابة للغة الألبانية) وjalori i Gjuhës së Sotme Shqipe (1980) (قاموس اللغة الألبانية اليومية). أما القواميس القديمة التي اعتمد عليها مطورا اللغة الألبانية فتضم Lexikon tis Alvanikis glossis من قبل كونستونتين كريستوفوريذي في عام 1904، Fjalori i Bashkimit (1908) وFjalori i Gazullit (1941).

### الدعوات لإصلاح اللغة الألبانية
منذ سقوط النظام الشيوعي، سببت قواعد كتابة الألبانية نقاشا محتدما بين الأكاديميين، الكتاب، والرأي العام في ألبانيا وكوسوفو. هناك تيار متعصب معارض لأي تعديلات لقواعد الكتابة، تيار معتدل يشجع بعد الإصلاحات، وتيار متطرف يدعو للعودة للغة القياسية من ألبسان. ركز انتقاد اللغة الألبانية القياسية على استثناء صيغة المصدر "me + نعت مشتق من الفعل" وإقصاء المصلطحات من لهجة الغاج. يقول المنتقدون أن اللغة الألبانية القياسية تقوم بالإساءة لصورة المتحدثين بلهجة الغاج، مما يأثر على جودة الكتابة ويعرقل التواصل العام. المدافعون عن لهجة التوسك يرون أن كونغرس 1972 كان حجر أساس في التاريخ الألباني، ويرون أن دعوات إصلاح اللغة الألبانية من شأنها تقسيم البلاد وإنشاء لغتين. في حين المعتدلون، وهو كثيرون في كوسوفو، يتفقون على أهمية لغة ألبانية موحدة، لكنهم يرون أنه يجب إضافة صيغة المصدر "me + نعت مشتق من الفعل" ومصطلحات من لجهة الغاج. المدافعون عن اللغة القياسية من ألبسان عادة ما لقوا دعما ضئيلا من الرأي العام. عامة، الأشخاص المشاركون في نقاشات اللغة الألبانية يؤتون من خلفيات متنوعة، ولا توجد علاقة بين الأراء السياسية أو الأصل الجيوغرافي والمواقف المتعلقة باللغة الألبانية.
يواصل العديد من الكتاب استخدام اللغة القياسية من إلبسان، لكن لهجات الغاج الأخرى نادرا ما يتم استخدامها في الأدب. معظم دور النشر تعتمد على سياسية صارمة، حيث لا تقبل أية أعمال التي لا تستخدم لهجة التوسك.
في عام 2013، قامت مجموعة من الأكاديمين من ألبانيا وكوسوفو باقتراح تعديلات طفيفة على نظام الكتابة. قاطع المتعصبون من الأكاديمين هذه المباردة، في حين رأى آخرون أنه بالرغم من كون المبادرة حسنة النية، لكنها تحتوي العديد من الثغرات.

## قواعد اللغة
ترتيب الكلمات في اللغة الألبانية هو فاعل-فعل-مفعول، وهو مشابه للعديد من اللغات الهندية الأوروبية الأخرى. تصنف الأسماء في اللغة الألبانية حسب الجنس (مذكر، مؤنث، ومحايد)، العدد (مفرد أو جمع)، والحالة النحوية. هناك خمسة أسرة صرفية وستة حالات نحوية (الاسمية، المفعولية، الإضافة، المفعولية غير المباشرة، الاجتثاث، والنداء). حالة النداء تستخدم مع عدد محدود من الكلمات. حالتي الإضافة والمفعولية غير المباشرة متطابقتين، غير أن حالة الإضافة تستخدم حروف الإضافة i/e/të/së. تستخدم بعض اللهجات الحالة المكانية، لكنها غير موجودة في اللغة الألبانية القياسية. تستخدم الحالات الصرفية مع كل من الأسماء المعرفة والنكرة.
يوضح الجدول الآتي الحالات النحوية لكلمة mal (جبل) وهو اسم مذكر يضاف إليه حرف i في المفرد المعرفة.
|                             | المفرد النكرة      | الجمع النكرة     | المفرد المعرفة  | الجمع المعرفة    |
| --------------------------- | ------------------ | ---------------- | --------------- | ---------------- |
| الحالة الاسمية              | një mal (جبل)      | male (جبال)      | mali (الجبل)    | malet (الجبال)   |
| الحالة المفعولية            | një mal            | male             | malin           | malet            |
| حالة الإضافة                | i/e/të/së një mali | i/e/të/së maleve | i/e/të/së malit | i/e/të/së maleve |
| حالة المفعولية غير المباشرة | një mali           | maleve           | malit           | maleve           |
| حالة الاجتثاث               | (prej) një mali    | (prej) malesh    | (prej) malit    | (prej) maleve    |

يوضح الجدول الآتي الحالات النحوية لكلمة zog (طائر) وهو اسم مذكر يضاف إليه حرف u في المفرد المعرفة.
|                             | المفرد النكرة      | الجمع النكرة     | المفرد المعرفة  | الجمع المعرفة    |
| --------------------------- | ------------------ | ---------------- | --------------- | ---------------- |
| الحالة الاسمية              | një zog (طائر)     | zogj (طيور)      | zogu (الطائر)   | zogjtë (الطيور)  |
| الحالة المفعولية            | një zog            | zogj             | zogun           | zogjtë           |
| حالة الإضافة                | i/e/të/së një zogu | i/e/të/së zogjve | i/e/të/së zogut | i/e/të/së zogjve |
| حالة المفعولية غير المباشرة | një zogu           | zogjve           | zogut           | zogjve           |
| حالة الاجتثاث               | (prej) një zogu    | (prej) zogjsh    | (prej) zogut    | (prej) zogjve    |

يوضح الجدول الآتي الحالات النحوية لكلمة vajzë (فتاة) وهو اسم مؤنث.
|                             | المفرد النكرة       | الجمع النكرة      | المفرد المعرفة   | الجمع المعرفة     |
| --------------------------- | ------------------- | ----------------- | ---------------- | ----------------- |
| الحالة الاسمية              | një vajzë (فتاة)    | vajza (فتيات)     | vajza (الفتاة)   | vajzat (الفتيات)  |
| الحالة المفعولية            | një vajzë           | vajza             | vajzën           | vajzat            |
| حالة الإضافة                | i/e/të/së një vajze | i/e/të/së vajzave | i/e/të/së vajzës | i/e/të/së vajzave |
| حالة المفعولية غير المباشرة | një vajze           | vajzave           | vajzës           | vajzave           |
| حالة الاجتثاث               | (prej) një vajze    | (prej) vajzash    | (prej) vajzës    | (prej) vajzave    |

تأتي أداة التعريف في اللغة الألبانية بعد الاسم، كما هو الحال في لغات أخرى في البلقان، مثل الرومانية، المقدونية، والبلغارية.
- قد تكون أداة التعريف لاحقة، وتختلف حسب جنس والحالة النحوية للاسم.
  - يضاف حرف -i كأداة تعريف للأسماء المذكرة، ما عدا الأسماء المذكرة التي تنتهي بأحرف -g/-k/-h والتي يضاف إليها حرف -u كأداة تعريف (لتجنب النطق الحنكي):
    - mal (جبل) / mali (الجبل)
    - libër (كتاب) / libri (الكتاب)
    - zog (طائر) / zogu (الطائر)

  - أما بالنسبة للأسماء المؤنثة، فإن أداة التعريف هي اللاحقة -(i/j)a:
    - veturë (سيارة) / vetura (السيارة)
    - shtëpi (منزل) / shtëpia (المنزل)
    - lule (زهرة) / lulja (الزهرة)
- يضاف حرف -t كأدة التعريف للأسماء المحايدة.

### الأفعال
الأفعال الألبانية يمكن أن تتكون من كلمة واحدة فقط، أو مع إضافة لواحق. كلمة "فعل" في الحقيقة لا تعبر عن الفعل في الألبانية بحد ذاته فقط، بل كلا من الفعل ولواحقه معا. تصريف العديد من الأفعال يُلزم استعمال اللواحق، مثل الفعل shkoj "يذهب":
- DO TË shkoj "سوف أذهب" في زمن المستقبل
- PO shkoja "كنت ذاهبا"
- TË shkoj "أن أذهب"
- DO TË shkoja "يمكن أن أذهب"
- KAM shkuar "كنت ذهبت"
- PËR TË shkuar "يذهب"، ويمثل هذا صيغة المصدر للفعل (وليس زمن المضارع)
- LE TË shkojmë "لنذهب" أو "دعنا نذهب"
- DUKE shkuar "بينما كنت ذاهبا"

طورت الألبانية بنية فعل تحليلية عوض البنية التركيبية القديمة، وقد ورثت الألبانية هذه البنية من اللغة الهندية الأروربية البدائية. الأفعال في الألبانية لها ستة صيغ وثمانية أزمنة (ثلاثة منها بسيطة وخمسة مركبة). هذا النظام معقد وفريد من نوعه بين لغات البلقان. صيغة الإعجاب مثلا (بالألبانية mënyra habitore) تستخدم عندما يكون الفعل مفاجئا للمتحدث، أو عندما يكون الفعل معروفا لدى المتحدث لكن عن طريق الإخبار فقط وليس المراقبة المباشرة.
- Ti flet shqip «أنت تتحدث الألبانية» (الفعل هنا في الصيغة الدلالية).
- Ti folke shqip! «أنت تتحدث الألبانية (بشكل مفاجئ)!» (الفعل هنا في الصيغة الإعجابية، لتوضيح أن المتحدث متفاجئ من أن المخاطب يستطيع تحدث الألبانية).
- Rruga është e mbyllur «الشارع مغلق» (الفعل هنا في الصيغة الدلالية).
- Rruga qenka e mbyllur «(يبدو) أن الشارع مغلق» (الفعل هنا في الصيغة الإعجابية).

#### صيغة الفعل
هناك ستة أو ثمانية صيغ للفعل في اللغة الألبانية، ويختلف علماء اللسانيات في العدد الدقيق. عادة، يتفق الجميع على خمسة صيغ للفعل وهي: الصيغة الدلالية، صيغة الإعجاب، صيغة المزاج الشرطي، صيغة التمني، وصيغة الأمر. إضافة، يرى البعض أن هناك ثلاثة صيغ إضافية، وهي: صيغة الشرط، صيغة الجزم، والصيغة المزاجية الشرطية-الإعجابية.
تستخدم الصيغة الدلالية والإعجابية للتعبير عن أمر حقيقي، وتضيف صيغة الإعجاب عنصر المفاجئة. تستخدم الصيغة المزاجية-الشرطية، صيغة الشرط، والصيغة المزاجية الشرطية-الإعجابية للتعبير عن احتمال أو إمكانية وقوع الفعل. تستخدم صيغة التمني، الجزم، والأمر للتعبير عن رغبة، اقتراح، طلب، أو أمر.

#### الفعل المبني للمعلوم
يوجد نوعان من الفعل المبني للمعلوم في الألبانية: المتعدي وغير المتعدي. الفعل المتعدي يمثل حدثا يقع على مفعول، ويكون هذا الأخير في الحالة المفعولية. الأفعال المتعدية في الألبانية تضم: dua "يريد"، hap "يفتح"، و kërkoj "يسعى". الفعل غير المتعدي يمثل حدثا مُركزا على الفاعل، مثل: fle "ينام"، eci "يمشي"، وvrapoj "يجري". بعض من الأفعال غير المتعدية في الألبانية تكون متعدية في لغات أخرى، مثل hyj "دخل". في بعض من الحالات، يكون للأفعال غير المتعدية مفعولا غير مباشر، ويكون هذا الأخير في حالة الإضافة، مثل الفعل thërras "ينادي". أحيانا، يمكن لنفس الفعل أن يكون متعديا أو غير متعديا على حسب المعنى، مثل الفعل shkoj "يذهب".

#### الفعل غير المبني للمعلوم
ويُقسم إلى ثلاثة أنواع: المتوسط، الانعكاسي، والمبني للمجهول.
النوع المتوسط يشبه الفعل المبني للمعلوم غير المتعدي من ناحية المعنى. يضم النوع المتوسط الأفعال التي تعبر عن الحركة، مثل hidhem "يقفز"، الأفعال التي تعبر عن حالة نفسية، مثل krenohem "يفتخر"، والأفعال التي تعبر عن تغير في حالة الفاعل، مثل egërsohet "يصبح صلبا". أغلب الأفعال في النوع المتوسط تكون مشتقة من أفعال مبنية للمعلوم، مثل hidhem مشتق من hidh، لكن توجد أفعال في النوع المتوسط لا مقابل لها مبني للمعلوم، مثل kollem "يسعل".
النوع الانعكاسي يمثل الأفعال التي يكون فيها صاحب الفعل فاعلا ومفعولا في آن واحد، مثل الفعل lahem "يغتسل" أو krihem "يمشط". الأفعال المبنية للمعلوم المتعدية هي الوحيدة التي يمكن أن يكون لها مقابل في النوع الانعكاسي.
النوع المبني للمجهول يركز على المفعول عوضا عن الفاعل، وقد يكون الفاعل مذكورا أو لا.

### ترتيب الكلمات
ترتيب الكلمات في اللغة الألبانية مرن، مثلا الكلمات في جملة «أكل أجيم كل البرتقالات» يمكن أن ترتب بعدة طرق:
- فاعل-فعل-مفعول: Agimi i hëngri të gjithë portokallët
- فاعل-مفعول-فعل: Agimi të gjithë portokallët i hëngri
- مفعول-فعل-فاعل: Të gjithë portokallët i hëngri Agimi
- مفعول-فاعل-فعل: Të gjithë portokallët Agimi i hëngri
- فعل-فاعل-مفعول: I hëngri Agimi të gjithë portokallët
- فعل-مفعول-فاعل: I hëngri të gjithë portokallët Agimi

ترتيب الكلمات الأكثر شيوعا هو فاعل-فعل-مفعول.
قد يأتي الفعل في أول الجملة، خاصة إذا كان مبنيا للمجهول (بالألبانية forma joveprore)، مثلا جملة Parashikohet një ndërprerje تعني «يتوقع أن يكون هناك انقطاع».

### النفي
يرتبط نفي الأفعال في اللغة الألبانية بحالة الفعل، وهي خاصية موجودة في بعض من اللغات الهندية الأوروبية الأخرى مثل اليونانية.
في الحالات الدلالية، المشروطة، والإعجابية يتم نفي الفعل بإضافة nuk أو s' قبل الفعل، مثلا:
- Toni nuk flet anglisht «طوني لا يتحدث الإنجليزية»
- Toni s'flet anglisht «طوني لا يتحدث الإنجليزية»
- Nuk e di «أنا لا أعرف»
- S'e di «أنا لا أعرف»

في الحالات الشرطية، الأمرية، والاختيارية يتم نفي الفعل بإضافة mos، مثلا:
- Mos harro! «لا تنسى!»

### الأرقام
| një واحد                  | tetëmbëdhjetë ثمانية عشرة |
| dy إثنين                  | nëntëmbëdhjetë تسعة عشرة  |
| tri/tre ثلاثة             | njëzet عشرون              |
| katër أربعة               | njëzet e një واحد وعشرون  |
| pesë خمسة                 | njëzet e dy اثنان وعشرون  |
| gjashtë ستة               | tridhjetë ثلاثون          |
| shtatë سبعة               | dyzet/katërdhjetë أربعون  |
| tetë ثمانية               | pesëdhjetë خمسون          |
| nëntë تسعة                | gjashtëdhjetë ستون        |
| dhjetë عشرة               | shtatëdhjetë سبعون        |
| njëmbëdhjetë أحد عشرة     | tetëdhjetë ثمانون         |
| dymbëdhjetë إثني عشرة     | nëntëdhjetë تسعون         |
| trembëdhjetë ثلاثة عشرة   | njëqind مئة               |
| katërmbëdhjetë أربعة عشرة | njëqind خمسة مئة          |
| pesëmbëdhjetë خمسة عشرة   | një mijë ألف              |
| gjashtëmbëdhjetë ستة عشرة | një milion مليون          |
| shtatëmbëdhjetë سبعة عشرة | një miliard مليار         |

## المفردات وتأثير اللغات الأخرى
شهدت اللغة الألبانية تدفق العديد من المفردات من اللغات الأخرى، والتي عادة ما استبدلت المفردات الألبانية الأصلية. أكثر اللغات تأثيرا على اللغة الألبانية هي اللغة اللاتينية، ويُقدر بعض الأكاديمين أن نسبة المفردات الألبانية المستعارة من اللاتينية تقدر بحوالي 60%.
تبلغ نسبة التشابه بين اللغة الألبانية واللغات الأخرى كلا من: 49% مع اللغة السلوفينية، 53% مع اللغة الرومانية، 56% مع اللغة اليونانية، 86% مع اللغة المقدونية، و86% مع اللغة البلغارية.
اللغة اليونانية الدورية هي من أقدم اللغات تأثيرا على اللغة الألبانية. خلال الفترة ما بين القرن الثاني قبل الميلاد والخامس بعد الميلاد، كان هناك احتكاك بين اللغة الألبانية البدائية واللغة اللاتينية، وشهدت هذه الفترة تدفق العديد من المفردات اللاتينية نحو الألبانية، وقد حدث هذا تدريجيا عبر عدة فترات. ما بين القرنين السابع والتاسع بعد الميلاد، استعارت اللغة الألبانية المفردات بشكل مكثف من اللغة السلافية الجنوبية.

### التأثير العربي، الفارسي، والتركي
عندما أصبحت ألبانيا جزءا من الإمبراطورية العثمانية، تدفقت العديد من الكلمات العربية والفارسية للغة الألبانية، عادة عن طريق اللغة التركية. بعض الأسماء التركية لا تزال شائعة في ألبانيا ليومنا هذا. تم استبدال العديد من الكلمات المستعارة خلال الحقبة العثمانية بمفردات ألبانية أصلية أو استعارات لاتينية. يُقدر عدد الكلمات التركية في الألبانية بحوالي ألفي مفردة، لكن عددها أكبر بكثير إذا ما تم الأخذ بعين الاعتبار المفردات النادرة واللهجات المحلية.
من بين الكلمات الألبانية المستعارة من العربية:
- ilaç من العربية علاج
- fustan من العربية فستان
- meshhur من العربية مشهور
- hallë من العربية خالة
- myxhizatë من العربية معجزة
- bakall من العربية بقال
- dyqan من العربية دكان
- evlat من العربية أولاد
- filxhan من العربية فنجان
- gafil من العربية غافل
- jetim من العربية يتيم
- kajmekam من العربية قائم المقام
- llokmë من العربية لقمة
- nafakë من العربية نفقة
- rehat من العربية راحة، وتعني في الألبانية هادئ
- shyqyr من العربية شكور، وتعني في الألبانية الامتنان
- takat من العربية طاقة

### مفردات مستعارة من اللغة اليونانية
هناك حوالي ثلاثين مصطلحا من اللغة الإغريقية القديمة في اللغة الألبانية البدائية. العديد من هذه المفردات تمثل بضائعا أو سلعا، دليلا على أن هذه المفردات دخلت الألبانية عن طريق التجارة.
- rapër "منجل" < من اليونانية drápanon
- bletë "نحلة" < من اليونانية mélitta أو mélissa
- kumbull "برقوق" < من اليونانية kokkúmelon
- lakër "ملفوف أو كرنب" < من اليونانية lákhanon

### مفردات مستعارة من اللغة اللاتينية
يقدر الأكاديميون أن نسبة المفردات اللاتينية في اللغة الألبانية تبلغ حوالي 60%، بما في ذلك مفردات تستخدم بشكل متكرر مثل:
- shumë "كثير أو جدا" من اللاتينية summus
- pak "قليل" من اللاتينية paucus
- ngushtë "ضيق" من اللاتينية angustus
- pemë "شجرة" من اللاتينية poma
- vij "جاء" من اللاتينية veniō
- rërë "رمل" من اللاتينية arena
- drejt "مستقيم" من اللاتينية directus
- kafshë "وحش" من اللاتينية causa وتعني "شيء" باللاتينية
- larg "بعيد" من اللاتينية largus

### التأثير السلافي
بعد وصول السلاف لمنطقة البلقان، أصبحت اللغات السلافية مصدرا جديدا لاستعارة المفردات للغة الألبانية. دام الاحتكاك بين اللغة الألبانية واللغات السلافية حوالي أربعة قرون، ودام لغاية القرون الوسطى. يبلغ عدد المفردات السلافية 556 كلمة في اللغة الألبانية. عادة ما لقي التأثير السلافي أقل أهمية من ناحية الدراسة مقارنة بالتأثير اللاتيني.